# Monaco aux Jeux olympiques d'hiver de 1998
Cet article contient des informations sur la participation et les résultats de Monaco aux Jeux olympiques d'hiver de 1998, qui ont eu lieu à Nagano au Japon.

## Résultats

### Bobsleigh
Hommes
| Traîneau | Athlètes                           | Épreuve    | Manche 1 | Manche 1 | Manche 2 | Manche 2 | Manche 3 | Manche 3 | Manche 4 | Manche 4 | Total         | Total |
| Traîneau | Athlètes                           | Épreuve    | Temps    | Rang     | Temps    | Rang     | Temps    | Rang     | Temps    | Rang     | Temps         | Rang  |
| -------- | ---------------------------------- | ---------- | -------- | -------- | -------- | -------- | -------- | -------- | -------- | -------- | ------------- | ----- |
| MON-1    | Gilbert Bessi Jean-François Calmes | Bob à deux | 55 s 89  | 25       | 55 s 86  | 25       | 55 s 92  | 25       | 55 s 87  | 25       | 3 min 43 s 54 | 24    |

| Traîneau | Athlètes                                                        | Épreuve      | Manche 1 | Manche 1 | Manche 2 | Manche 2 | Manche 3 | Manche 3 | Total         | Total |
| Traîneau | Athlètes                                                        | Épreuve      | Temps    | Rang     | Temps    | Rang     | Temps    | Rang     | Temps         | Rang  |
| -------- | --------------------------------------------------------------- | ------------ | -------- | -------- | -------- | -------- | -------- | -------- | ------------- | ----- |
| MON-1    | Albert Grimaldi Pascal Camia Jean-François Calmes Gilbert Bessi | Bob à quatre | 55 s 58  | 28       | 55 s 70  | 30       | 55 s 86  | 29       | 2 min 47 s 14 | 28    |

## Référence
- (en) Cet article est partiellement ou en totalité issu de l’article de Wikipédia en anglais intitulé « Monaco at the 1998 Winter Olympics » (voir la liste des auteurs).